# 屯兰街道
屯兰街道，是中华人民共和国山西省太原市古交市下辖的一个乡镇级行政单位。

## 行政区划
屯兰街道下辖以下地区：
康乐苑社区、屯乐苑社区、木瓜会社区、屯村社区、冷泉社区、鹿庄社区和风坪岭村。